# Gyirmót Sportegyesület
Il Gyirmót Futball Club, meglio noto come Gyirmót, è una società calcistica ungherese con sede nella città di Győr. Milita nella Nemzeti Bajnokság II, la seconda divisione del campionato ungherese.

## Storia
Nella stagione 2014-2015, il Gyirmót ha sfiorato la promozione in massima serie poiché ha raccolto solo due punti nelle ultime tre giornate. Precisamente, ha perso in casa contro il Soproni VSE (0-1), ha pareggiato con il Mezőkövesd-Zsóry (2-2) e ha pareggiato con il Siófok (2-2), chiudendo così il campionato al terzo posto.
L'11 luglio 2015, il Gyirmót ha battuto la Roma per 2-1 in un amichevole a Pinzolo, in Italia.
Il 14 maggio 2016, il Gyirmót ha battuto il Soproni per 3-1 al Káposztás utcai Stadion di Sopron, vincendo il campionato di seconda divisione e venendo promosso per la prima volta nella sua storia in massima serie.

## Organico

### Rosa 2021-2022
Aggiornata al 26 agosto 2021.
| N. |                     | Ruolo | Calciatore        |
| -- | ------------------- | ----- | ----------------- |
| 1  | Ungheria (bandiera) | P     | Péter Iváncsics   |
| 2  | Ungheria (bandiera) | C     | Vince Szegi       |
| 4  | Romania (bandiera)  | D     | Cornel Ene        |
| 5  | Ungheria (bandiera) | D     | Dániel Karacs     |
| 6  | Ungheria (bandiera) | C     | Márton Radics     |
| 7  | Ungheria (bandiera) | C     | Bálint Vogyicska  |
| 8  | Ungheria (bandiera) | C     | Patrik Nagy       |
| 10 | Ungheria (bandiera) | C     | István Szatmári   |
| 11 | Ungheria (bandiera) | A     | Kristóf Herjeczki |
| 12 | Ungheria (bandiera) | P     | Edvárd Rusák      |
| 14 | Ungheria (bandiera) | D     | Imre Széles       |
| 15 | Ungheria (bandiera) | D     | Martin Major      |
| 17 | Ungheria (bandiera) | A     | András Simon      |
| 18 | Ungheria (bandiera) | C     | Ádám Hajdú        |
| 20 | Ungheria (bandiera) | C     | Dominik Kovács    |
| 21 | Kosovo (bandiera)   | C     | Florent Hasani    |

| N. |                       | Ruolo | Calciatore          |
| -- | --------------------- | ----- | ------------------- |
| 25 | Ungheria (bandiera)   | A     | Barnabás Varga      |
| 26 | Ungheria (bandiera)   | A     | Bence Somogyi-Bakos |
| 27 | Ungheria (bandiera)   | C     | András Csonka       |
| 29 | Ungheria (bandiera)   | A     | László Lencse       |
| 30 | Ungheria (bandiera)   | C     | Kristóf Nagy        |
| 38 | Ungheria (bandiera)   | C     | Ádám Vass           |
| 39 | Slovacchia (bandiera) | D     | Dávid Hudák         |
| 50 | Ungheria (bandiera)   | A     | Ádám Mayer          |
| 51 | Ungheria (bandiera)   | P     | András Hársfalvi    |
| 55 | Croazia (bandiera)    | D     | Frane Ikić          |
| 67 | Ungheria (bandiera)   | D     | Viktor Csörgő       |
| 70 | Ungheria (bandiera)   | A     | Zoltán Medgyes      |
| 77 | Ungheria (bandiera)   | D     | Márió Zeke          |
| 90 | Ungheria (bandiera)   | D     | Patrik Lázár        |
| 99 | Ungheria (bandiera)   | D     | Henrik Kirják       |